# Porto Bay Hotels & Resorts
O Grupo PortoBay Hotels & Resorts é uma marca hoteleira internacional, com sede no Funchal, Madeira, Portugal. Abriu a sua primeira unidade hoteleira em 1988, contando atualmente com dezasseis unidades, treze em Portugal e três  no Brasil.
Está presente em Portugal com 7 unidades hoteleiras na Madeira: The Cliff Bay, Les Suites at The Cliff Bay, Resort Vila Porto Mare (Suite Eden Mar, Porto Mare e The Residence), Hotel Porto Santa Maria e o Hotel PortoBay Serra Golf, e 1 alojamento local (La Villa at The Cliff Bay). No Algarve está representado com o Hotel PortoBay Falésia. Em Lisboa, o grupo apresenta o Hotel PortoBay Liberdade, inaugurado em 2015, o Hotel PortoBay Marquês, aberto em 2016. No Porto, o PortoBay Teatro e o novo hotel 5 estrelas, PortoBay Flores.
Internacionalmente tem três unidades hoteleiras no Brasil: na cidade do Rio de Janeiro – PortoBay Rio de Janeiro, em Búzios com uma pousada de charme – PortoBay Búzios, e em São Paulo - L´Hotel PortoBay São Paulo.
A filosofia corporativa do grupo baseia-se em três pilares fundamentais: Produto, Promoção e Pessoas. Valorizar e fomentar cada um destes como um todo, é o ponto de partida e o objetivo primordial do grupo. 

## História
1988 - Inauguração do Suite Hotel Eden Mar na cidade do Funchal
1994 - Abertura do 5 Estrelas The Cliff Bay, também na cidade do Funchal, resultado de um levantamento das necessidades da ilha da Madeira, neste segmento.
2000 - Abertura do hotel Porto Santa Maria, no centro histórico -Zona Velha - da cidade do Funchal
2003 - Inauguração do Resort Vila Porto Mare – integrando três unidade hoteleiras – Eden Mare, Porto Mare e The Residence
2007 - Aquisição no Brasil do Hotel PortoBay Rio de Janeiro, em plena praia de Copacabana.
2007 - Em Junho adquire também no Brasil, uma pousada na pitoresca cidade de Búzios. Aqui nasce o Hotel PortoBay Búzios.
2008 - Abertura no mês de Março de PortoBay Falésia (anterior Riu Falésia) garantindo a entrada em Portugal Continental.
2009 - Aquisição no Brasil do PortoBay L´Hotel São Paulo, em Junho de 2009 (anterior L´Hotel São Paulo), garantindo a sua entrada na cosmopolita cidade brasileira de São Paulo.
2012 - Aquisição de um novo hotel na ilha da Madeira, a Estalagem Serra Golf, que se passa a designar de PortoBay Serra Golf.
2015 - Abertura do 5 estrelas PortoBay Liberdade situado no coração da capital portuguesa, junto à famosa Avenida da Liberdade, na Rua Rosa Araújo.
2016 - Abertura do novo hotel 4 estrelas PortoBay Marquês, situado junto à Praça Marquês de Pombal, em Lisboa.
2018 - Aquisição no Porto do PortoBay Teatro, em Dezembro de 2018 (anterior Hotel Teatro), garantido a sua entrada na cidade "invicta" do Porto.
2019 - PortoBay compra terreno em Lagos para construir um novo empreendimento.
2019 - Abertura do novo hotel 5 estrelas PortoBay Flores, situado na Rua das Flores, no Porto.
2019 - Abertura do novo hotel 5 estrelas, Les Suites at The Cliff Bay, junto ao já existente The Cliff Bay, no Funchal.
2022 - Abertura do novo alojamento local, La Villa at The Cliff Bay, junto ao já existente The Cliff Bay, no Funchal.

## Hotéis
Portugal - Ilha da Madeira
- The Cliff Bay [8]
- Porto Santa Maria [9]
- Hotel Porto Mare [10]
- Suite Hotel Eden Mar [11]
- The Residence [12]
- PortoBay Serra Golf [13]
- Les Suites at The Cliff Bay

Portugal - Algarve
- PortoBay Falésia [14]

Portugal - Lisboa
- PortoBay Liberdade [15]
- PortoBay Marquês

Portugal - Porto
- PortoBay Teatro[16]
- PortoBay Flores

Brasil - Rio de Janeiro
- PortoBay Rio de Janeiro [17]

Brasil - Búzios
- PortoBay Búzios [18]

Brasil - São Paulo
- L´Hotel PortoBay São Paulo [19]